# Aeroporto Internacional de Cabo Haitiano
O Aeroporto Internacional de Cabo Hatiano (em francês: Aéroport international de Cap-Haïtien) (IATA: CAP, ICAO: MTCH), localizado na cidade de mesmo nome, é o segundo maior aeroporto do Haiti.
Este aeroporto permite conexões para o Aeroporto Internacional de Miami, o Aeroporto Internacional de Providenciales, o Aeroporto Internacional de Cibao International e outros no Caribe.

## Linhas aéreas e destinos
| Companhias               | Destinos                               |
| ------------------------ | -------------------------------------- |
| Caribbean Express        | Fort Lauderdale                        |
| Florida Coastal Airlines | Fort Lauderdale                        |
| VolAir                   | Santiago, Santo Domingo, Samana        |
| Caribintair              | Port-au-Prince, Providenciales, Nassau |
| Tortug' Air              | Port-au-Prince                         |

## Linhas aéreas cargueiras
| Companhias                                            | Destinos                       |
| ----------------------------------------------------- | ------------------------------ |
| Missionary Flights and Services                       | Santiago, Exuma, St. Lucie     |
| Caribbean American Shipping Express, LLC (CAS Xpress) | Hollywood, Florida             |
| Contract Air Cargo                                    | Providenciales, Miami-Opa Loka |
| IBC Airways                                           | Miami                          |